# Guldenhoofdstraat
De Guldenhoofdstraat (Frans: rue de la Tête d'Or) is een korte straat in de Belgische hoofdstad Brussel, gelegen tussen de Grote Markt en de Kolenmarkt, langs de noordzijde van het stadhuis. 
De straat ontleent zijn naam aan het Gulden hoofd (Frans: Maison de la Tête d'Or), het eerste pand vanaf de Grote Markt. Dit was tot 1695 het gildehuis van de bakkers, maar na het bombardement op Brussel in augustus 1695 werd het huis rond 1700 in barokke stijl herbouwd. Eind 18e eeuw werd de straat steeds vaker naar dit huis genoemd, wat uiteindelijk werd geformaliseerd middels een naambord. 
Voorheen heette de straat Moldersstraat of Molenstraat, naar het gildehuis van de molenaars op de hoek met de Steenstraat. Nog vroeger heette de straat 'de doorgang-van-de-markt-naar-de-blauwe-fontein', een fontein die onder de naam Den Spauwer nog steeds aanwezig is op de hoek van de Steenstraat en de Kolenmarkt.

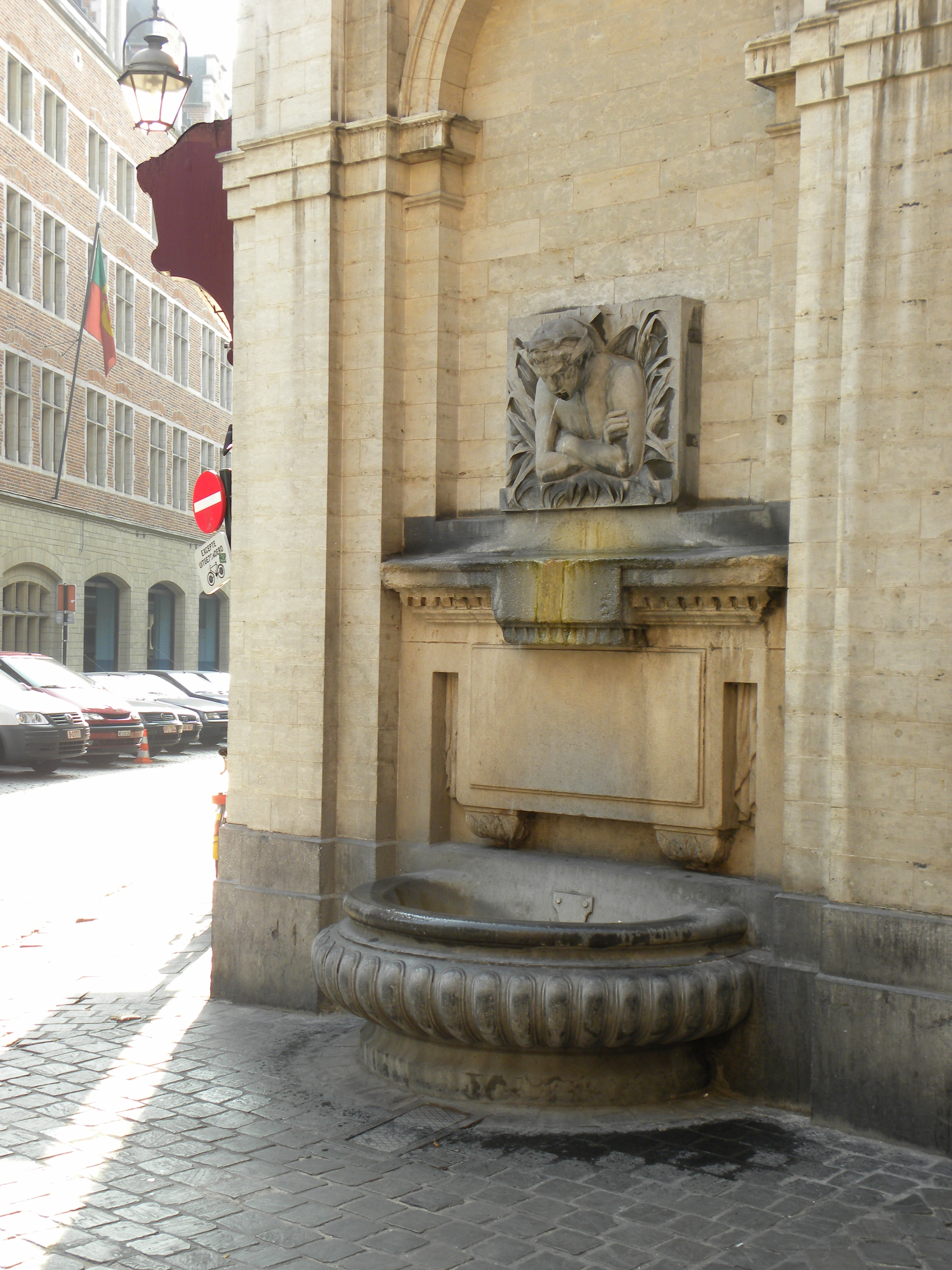
Fontein Den Spauwer uit de 18e eeuw